# BMK the BEST
『BMK the BEST』（ビーエムケー・ザ・ベスト）は、日本のボーイズグループ・BOYS AND MEN研究生 (BMK)のファースト・アルバムで、ベスト・アルバムである。2020年1月4日にFortune Recordsからリリースされた。
BOYS AND MEN研究生の最後期で、その後BMKと改名した中原聡太・米谷恭輔・三隅一輝・松岡拳紀介・佐藤匠の5人体制時にリリースされた、BOYS AND MEN研究生名義で活動した期間に発表された唯一のアルバムである。

## 背景とリリース
BOYS AND MENを擁する芸能事務所フォーチュンエンターテイメントの新プロジェクトとして2013年に始動したBOYS AND MEN研究生は、2014年にグループとしての形を築き、2015年6月に自社レーベル・Fortune Recordsからシングル『Boys Be Brave 〜1万回の勇気〜』でインディーズ・デビューした。以後、BOYS AND MENのインディーズ時代と同様に、YUMIKOが楽曲のプロデュースと大半の作詞を担った。
2017年3月に選抜ユニット・祭nine.が結成され、当時のメンバー13名は、祭nine.の7人（寺坂頼我・野々田奏・清水天規・浦上拓也・横山統威・神田陸人・髙崎寿希也）と、BOYS AND MEN研究生の6人（中原聡太・北川せつら・米谷恭輔・三隅一輝・松岡拳紀介・佐藤匠）に分かれた。これ以降、メンバーはそれまでの期間のことを「13人時代」と呼ぶようになる。テイチクエンタテインメント所属となった祭nine.は8月にメジャー・デビューして、センターの寺坂ほか13人時代のメインメンバーの多くが離れた6人組のBOYS AND MEN研究生は、インディーズに残留した。その中で、2018年に和田アキ子とのコラボレーション楽曲「愛を頑張って」で全国区の音楽番組に出演するなど、13人時代には無かった経験を積みながら、新譜のリリース、ライブツアー開催などで活動した。
2019年9月7日に北川せつらがグループを脱退して、BOYS AND MEN研究生はBMKの前身の5人組となった。11月13日に5人組として初のオリジナル楽曲「ラブエンX」を配信限定でリリースした（未CD化）。12月24日、「過去の楽曲を5人バージョンで再レコーディングしたベスト・アルバム」として、本作のリリースと内容を発表。新曲「ハジマリのMessage」を翌25日に配信で先行リリースした。アルバムはCDと音楽配信で2020年1月4日にリリースされ、当日は常設劇場・BM THEATERにおいて昼と夜にライブ・イベント『新春スペシャルライブ』を開催。新曲を含む収録曲を披露し、ジャケット写真にも使われた、この先の基本スタイルとなる新しい学ラン衣装をここで披露した。
BOYS AND MEN研究生は2月に、新しいグループ名に改名して夏にメジャー・デビューすることを発表した。その後の新型コロナウィルス感染症の流行の影響によってメジャー・デビューは延期となり、その代替として、7月に「研究生」としてのラスト・シングル『BLAZING!!!!!』をリリース。10月、それまで通称として使っていた「BMK」に改名し、ビクターエンタテインメントへの所属を発表。2023年3月にBMK名義でファースト・オリジナル・アルバム『the FIRST』をリリースした。

## 構成、楽曲
新曲1曲を含む全10曲で構成される。既発表の9曲は13人時代の曲が3曲、6人時代の曲が6曲で、5人で再レコーディングをした「BMK the BEST ver.」となっている。曲はオリジナルのリリース順に収録されている。
1曲目「アドバンテージ!」は、デビュー・シングル『Boys Be Brave 〜1万回の勇気〜』（2015年6月）のカップリングである。オリジナルのタイトル「Advantage!」から表記が変わっている。2曲目「ボクたちのONE」（2016年1月）は3rdシングルの表題曲、3曲目「バッシャーン!!!」（同7月）は5thシングルの表題曲で、ここまでの3曲が13人時代の楽曲である。5人のうち中原以外はグループ加入あるいは本格的な参加がCDデビューの後だったこと、13人時代の楽曲はほとんどが選抜メンバーによるものであったこと（3曲すべてのオリジナルに参加しているのは中原のみ）、かつ13人時代のメインボーカルは祭nine.となった寺坂・野々田・清水、脱退した北川らであったことから、これら3曲はボーカル、歌割りがオリジナルと全く異なっている。
6人組として最初にリリースしたのが7thシングル『RUN&GUuuuuN!』（2017年8月）であり、4曲目「ロックスター番長」はそのカップリングである。5曲目「ゴリゴリ☆サバンナロード」は8thシングル（同12月）の表題曲で、13人時代に打ち出した「さわやか」・「優等生」といったイメージから脱して、BOYS AND MENの「ヤンキーテイスト」を受け継ぐ路線に進んだ曲である。『愛を頑張って』から半年後にリリースした10thシングルの表題曲「がけっぷち純情」（2018年11月）とカップリング「Promise」が、6曲目、7曲目と続く。8曲目は11thシングル（2019年6月）の表題曲「えいやッ喝采」で、今作収録曲の中では唯一のYUMIKO以外のプロデュースによる楽曲で、BOYS AND MEN「かましてこうぜテッペン」を制作したSing-Oによる曲である。9曲目はそのカップリングに収められた、オリジナルアニメ『大須のぶーちゃん』のエンディングテーマに起用された「バリガチタッチダウン!!」である。アルバムラストの新曲「ハジマリのMessage」は、YUMIKOが「いつものBMKとはまた違った、卒業シーズンを歌った楽曲」と言及している。

## 収録曲
| #         | タイトル                                       | 作詞                                | 作曲                                          | 編曲                    | 時間  |
| --------- | ---------------------------------------------- | ----------------------------------- | --------------------------------------------- | ----------------------- | ----- |
| 1.        | 「アドバンテージ!」(BMK the BEST ver.)         | YUMIKO                              | YUSUKE 8746                                   | YUSUKE 8746, 原田アツシ | 4:20  |
| 2.        | 「ボクたちのONE」(BMK the BEST ver.)           | YUSUKE 8746, Maica, YUMIKO (補作詞) | 田村信二, no_my                               | 白戸佑輔                | 4:01  |
| 3.        | 「バッシャーン!!!」(BMK the BEST ver.)         | YUMIKO, 上間エイ                    | 森下昇斗                                      | 森下昇斗                | 4:28  |
| 4.        | 「ロックスター番長」(BMK the BEST ver.)        | YUMIKO                              | no_my                                         | 大沢圭一                | 4:41  |
| 5.        | 「ゴリゴリ☆サバンナロード」(BMK the BEST ver.) | YUMIKO                              | 大沢圭一                                      | 大沢圭一                | 4:43  |
| 6.        | 「がけっぷち純情」(BMK the BEST ver.)          | YUMIKO                              | ArmySlick, Yu-ki Kokubo, YHANAEL, YUU for YOU | ArmySlick, YUU for YOU  | 3:43  |
| 7.        | 「Promise」(BMK the BEST ver.)                 | YUMIKO                              | KAKKY                                         | 中土智博                | 5:00  |
| 8.        | 「えいやッ喝采」(BMK the BEST ver.)            | Sing-O                              | Sing-O                                        | Sing-O                  | 3:24  |
| 9.        | 「バリガチタッチダウン!!」(BMK the BEST ver.)  | YUMIKO, 草野将史                    | 草野将史                                      | 草野将史                | 3:42  |
| 10.       | 「ハジマリのMessage」                          | YUMIKO                              | 川浦正大                                      | soundbreakers           | 3:45  |
| 合計時間: | 合計時間:                                      | 合計時間:                           | 合計時間:                                     | 合計時間:               | 41:47 |

## スタッフ・クレジット

### 参加ミュージシャン
- 沢頭たかし – ギター (#1, 2, 3)
- 宮本将行 – ベース  (#1)
- 白戸佑輔 – ベース (#2)
- 鈴木一史 – コーラス (#1, 7)
- 高橋秀幸 – コーラス (#2, 3, 4, 5, 6)
- 大沢圭一 – ギター (#4, 5)
- ArmySlick – ギター、ベース (#6)
- 中土智博 – ギター (#7)
- 名雪亘 – ギター (#8)
- 小山清雄 – 三味線 (#8)
- Sing-O – コーラス (#8)
- 草野将史 – ギター、コーラス (#9)
- 髙井敏弘 – バイオリン (#10)
- 園田健太郎 – コーラス (#10)

### プロデュース
- YUMIKO – #8を除く
- Sing-O – #8